# The Black White Boys
The Black White Boys är en finländsk musikgrupp, mest känd för att ha kommit på andraplats i MGP 2009 med låten Kommer du ihåg mig?. Därmed fick de delta i den nordiska tävlingen MGP Nordic 2009 där de hamnade på en delad femteplats. Efter finalen av MGP Nordic har pojkarna börjat uppträda med fler sånger.